# برج ضد هوایی

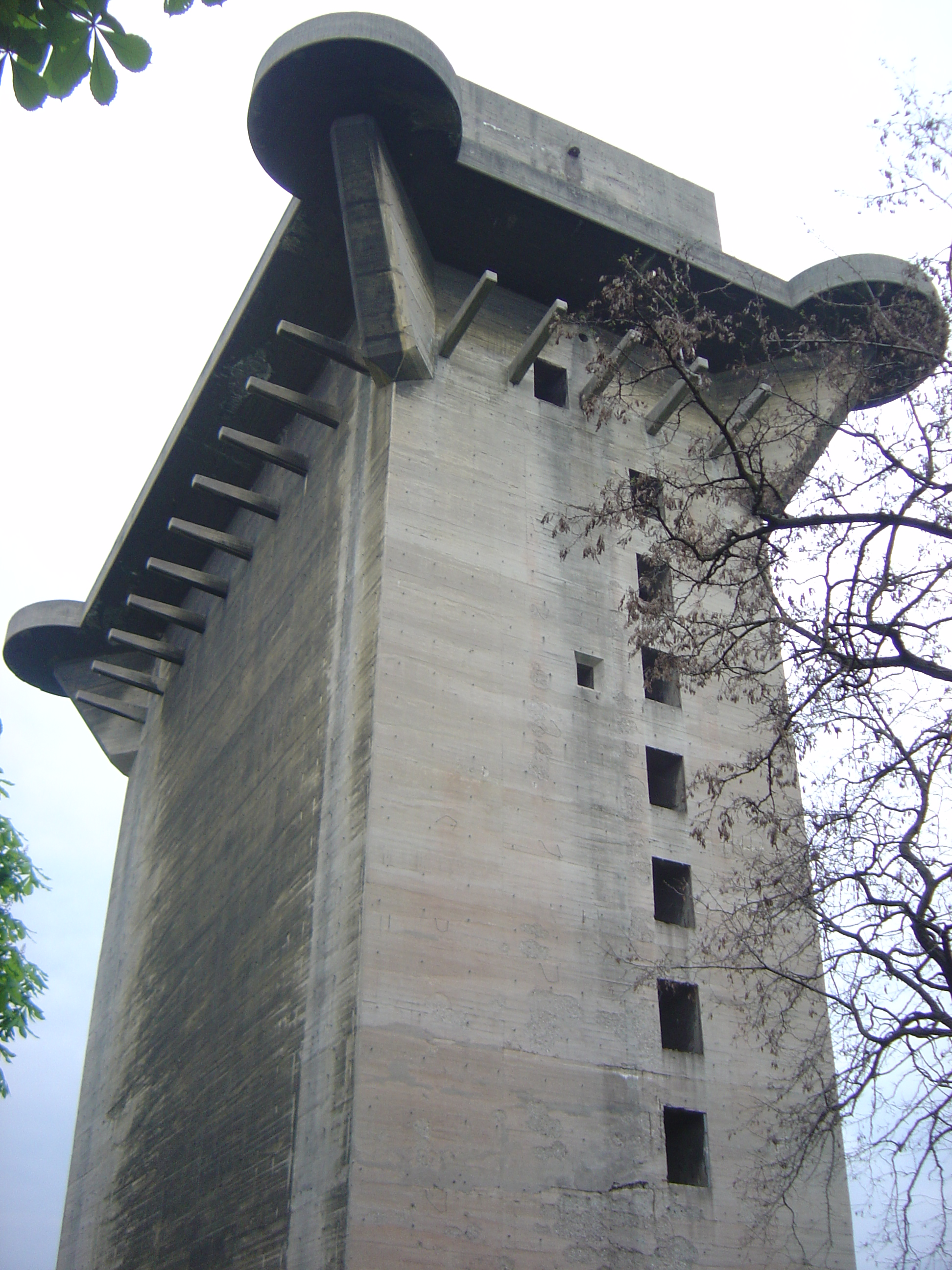
«برج ال» وین

برج ضدهوایی (به آلمانی: Flaktürme، به انگلیسی Flak tower) نام هشت بنای پیچیده، بزرگ، بلند و مقاوم دربرابر سلاح است که در پدافند هوایی کاربرد داشته و در شهرهای برلین (۳)،هامبورگ (۲) و وین (۳) از ۱۹۴۰ به بعد ساخته شده‌اند.
این برج‌ها برای مقابله با حمله هوایی در جنگ جهانی دوم توسط نیروی هوایی آلمان استفاده می‌شدند. همچنین توانایی استفاده به عنوان پناهگاه برای ده هزار نفر را نیز داشته‌اند.

## 1 ساخت و ساز
به عنوان بخشی از جنگ هوایی هشت جفت برج ضدهوایی ساخته شد تا واحدهای بمب افکن دشمن پرواز یا حمله را با مشکل مواجه کنند. این برج ها توسط فردریش تامس ، برنامه ریز شهر و سازنده پل شوورین طراحی شده است که پس از جنگ به یک برنامه ریز شهر در دوسلدورف تبدیل شد. برج ها علاوه بر عملکرد به عنوان موقعیت ضدهوایی ، دارای پناهگاه های بزرگ برای حداکثر 30000 نفر بودند. آنها همچنین گنجینه های هنری و فرهنگی بسیاری مانند پناهگاه،باغ وحش ، برخی از مناطق محراب پرگامون را در خود جای دادند تا آنها را از نابودی نجات دهد. پس از پایان جنگ ، منفجر کردن برج های ضدهوایی بدون ایجاد خطر برای منطقه اطراف ، امکان پذیر نبود. برج ها و بقایای آنها هنوز بخشی جدایی ناپذیر از منظره شهر وین ، هامبورگ و برلین است.

## 2 اهمیت
هدف اصلی این برج ها ، با دیوارها و سقفهای بتونی مسلح به ضخامت 3.5 متر ، تهیه یک سکوی بلند برای ضدهوایی 40/12 و 8/20 سانتی متری 40 (به اصطلاح "دوازده -هشت دوقلو)) ، که در غیر این صورت به دلیل فشار گاز هنگام شلیک در مناطق پرتراکم ، نمی توان از آن استفاده کرد. قدرت شلیک اسلحه های اصلی بیشتر از زمانی نبود که اسلحه ها روی زمین قرار بگیرند به دلیل قرارگیری بیشتر ، اما اسلحه ها می توانند از حداکثر برد شلیک افقی خود یعنی 9.9 کیلومتر به طور کامل استفاده کنند. حداکثر ارتفاع قابل دستیابی در یک شیب مورب 14.8 کیلومتر بود.
مزیت اصلی برج ها ساخت مستحکم آنها بود که به مردم غیرنظامی از حملات هوایی محافظت می کرد و همچنین امکان ذخیره سازی ایمن گنجینه های هنری و فرهنگی ارزشمند را فراهم می کرد. هر برج دارای ژنراتور برق اضطراری و منبع تغذیه مستقل از طریق چاه های عمیق بود.
وقتی حملات هوایی به شهرهای رایش آلمان افزایش یافت ، تبلیغات نازی ها از تصاویر برج ها استفاده می کردند. در گزارش های خبری به عنوان نمادهای یک دفاع قوی بود.
طراحان آگاه بودند که برج های ضدهوایی به راحتی پس از جنگ برداشته نمی شوند ، به همین دلیل یک روکش از برج ها به سبک کلاسیک برنامه ریزی شده بود. بنابراین آنها باید مانند قلعه های باستانی در منظره شهر ادغام شوند. فقط به همین دلیل بود که روزنه های پنجره با کرکره های فولادی قابل قفل شدن نصب شد ، که در طول جنگ نقاط ضعف بودند.
در طول نبرد برلین در آوریل / مه 1945 ، برج های فلک موانع محکمی برای پیشروی ارتش سرخ بودند: اسلحه ها نیز با تانک های شوروی می جنگیدند. از 26 آوریل 1945 ، ارتش سوم شوک (شوروی) در مقابل Humboldthain Flakturm ، 5 مین ارتش شوک در مقابل Friedrichshain Flakturm و ارتش 28 با ارتش دوم زرهی محافظین در مقابل باغ وحش فلکتورم دراز کشیده بود. تنها ارتش هشتم گارد با 3 ارتش زرهی گارد توانست در مرکز شهر برلین بین برجهای باغ وحش و فردریش شااین نفوذ کند. تا پایان جنگ برلین در 2 مه 1945 ، برج های ضدهوایی برلین تیراندازی را متوقف کردند.

## 3 انواع
برج های ضدهوایی همیشه به صورت جفت ساخته می شدند ، یک برج حفاظت (G eschütz) و یک برج مدیریت (L eit) ، با برج G که چهار اسلحه اصلی را در خود جای داده است و برج L کنترل آتش را در مسافتی کنترل می کند. برج ها با هم سیم کشی شده بودند. به عنوان مثال برج های Volkspark Humboldthain توسط یک کانال کابل به قطر 1.5 متر متصل می شدند و در پایان جنگ به عنوان تونل فرار مورد استفاده قرار می گرفتند.
چهار سلاح اولیه 12.8 سانتی متر تفنگ ضد هوایی دوقلو ، موقعیت ها به طور موقت 3.7 سانتی متر ضد هوایی و از سال 1944 اسلحه ضد هوایی 2 سانتی متر بود. همچنین امکان استقرار سیستم راداری Würzburg-Riese نیز وجود داشت. در طرح سوم ، اسلحه های اصلی آنچنان نزدیک به هم چیده شده بودند که توسط گنبدهای زره پوش محافظت می شدند.

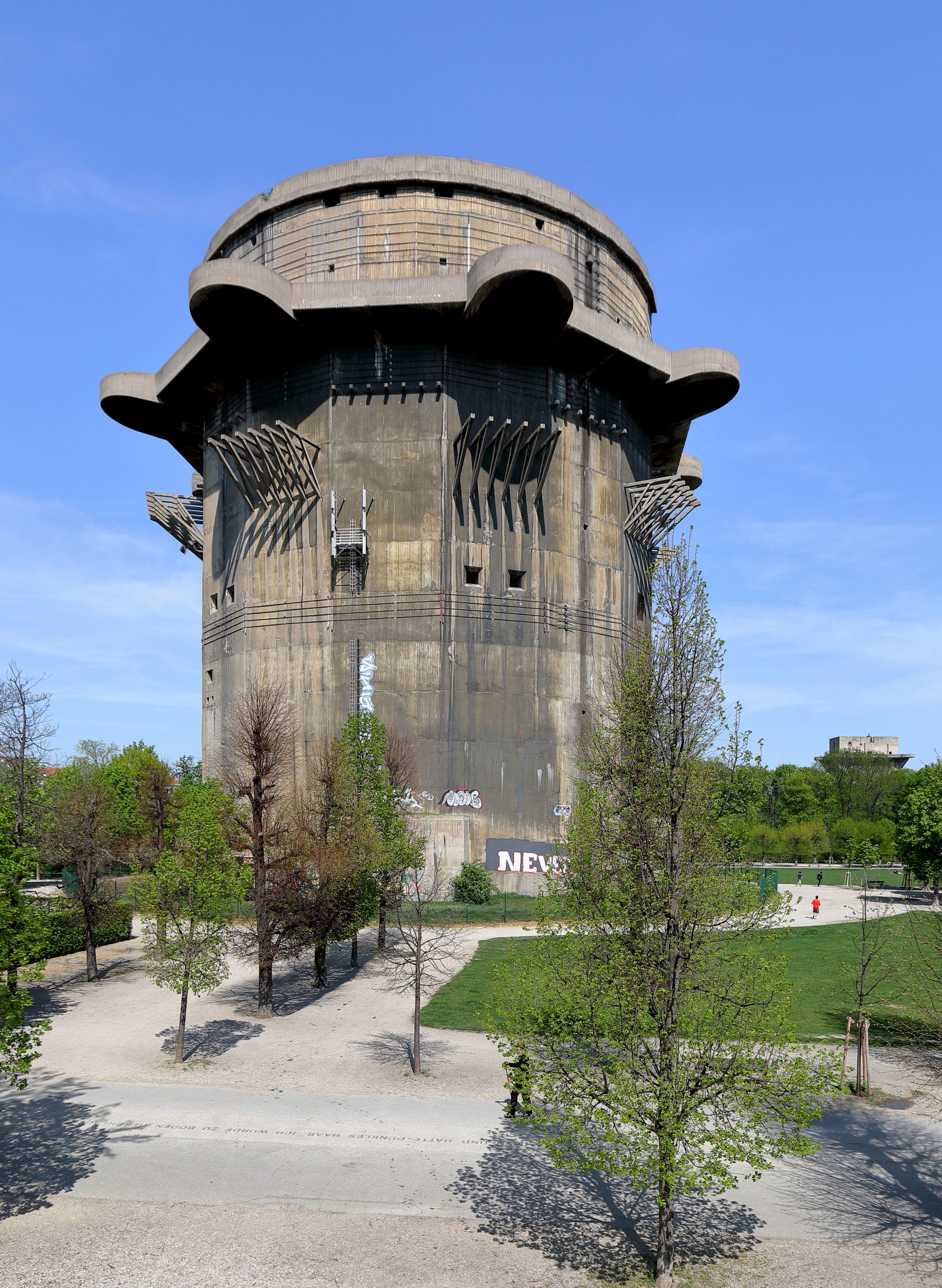
برج G در آگارتن، وین. برج"L-Tower" در سمت راست قابل مشاهده است

## نگارخانه

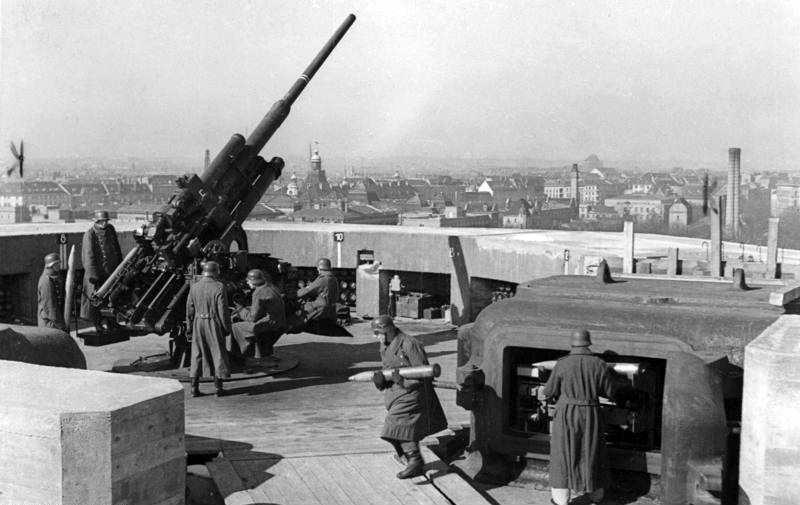